# Ундекаоксид гексапразеодима

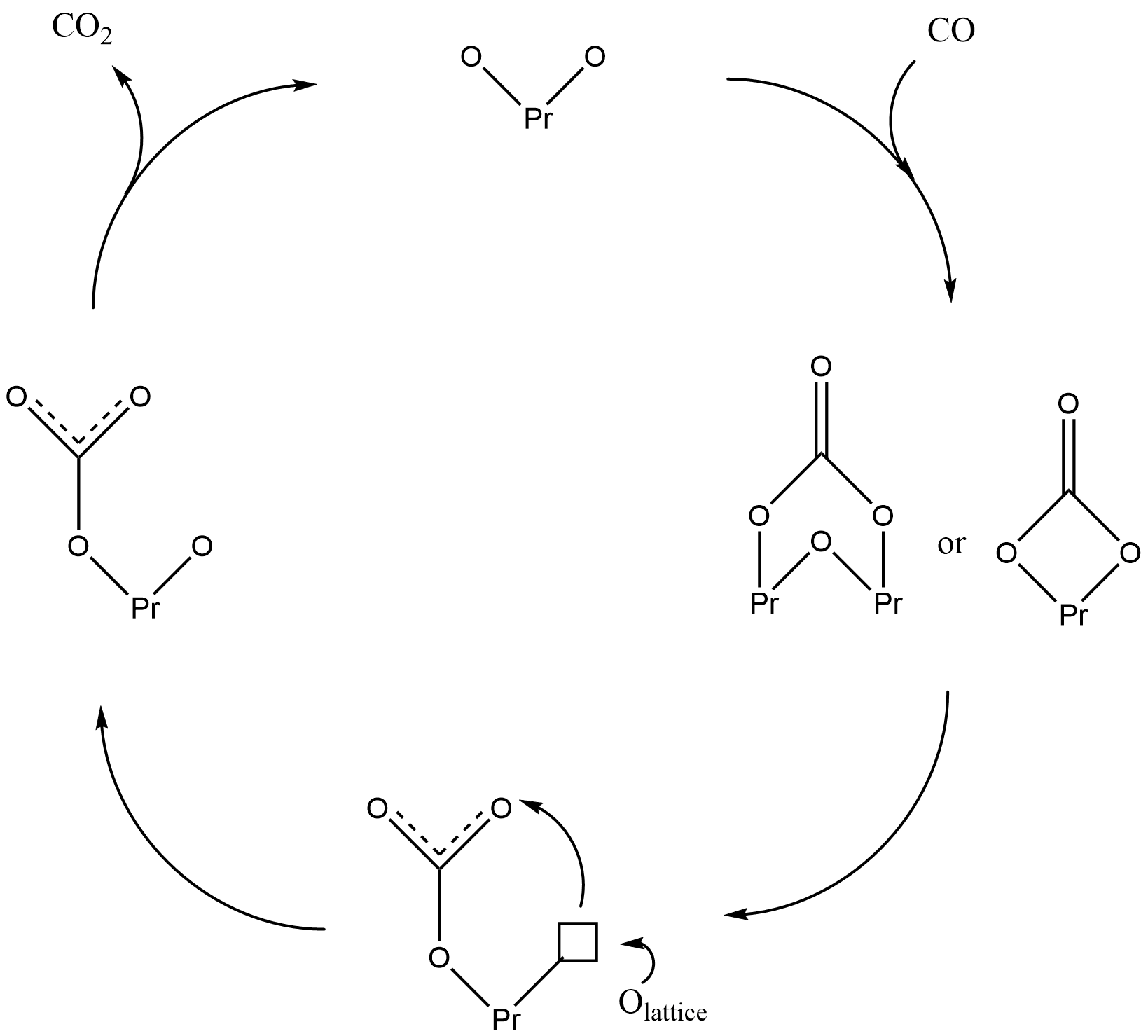

Ундекаоксид гексапразеодима — бинарное неорганическое соединение металла празеодима и кислорода с формулой Pr6O11, чёрно-коричневые кристаллы, нерастворимые в воде.

## Получение
- Сгорание празеодима на воздухе:

{\displaystyle {\mathsf {12Pr+11O_{2}\ {\xrightarrow {350^{o}C}}\ 2Pr_{6}O_{11}}}}
- Окисление оксида празеодима(III) кислородом под давлением:

{\displaystyle {\mathsf {3Pr_{2}O_{3}+O_{2}\ {\xrightarrow {300^{o}C,p}}\ Pr_{6}O_{11}}}}
- Разложение сульфата празеодима(III) при нагревании:

{\displaystyle {\mathsf {6Pr_{2}(SO_{4})_{3}\ {\xrightarrow {850^{o}C}}\ 2Pr_{6}O_{11}+18SO_{2}+7O_{2}}}}

## Физические свойства
Ундекаоксид гексапразеодима образует чёрно-коричневые кристаллы кубической сингонии, параметры ячейки a = 0,554 нм.
По строению соответствует смешанному окислу 4PrO2•Pr2O3.

## Химические свойства
- Реагирует с кислотами:

{\displaystyle {\mathsf {Pr_{6}O_{11}+6HCl\ {\xrightarrow {}}\ 2PrCl_{3}+4PrO_{2}\downarrow +3H_{2}O}}}
{\displaystyle {\mathsf {Pr_{6}O_{11}+11H_{2}SO_{4}\ {\xrightarrow {100^{o}C}}\ Pr_{2}(SO_{4})_{3}+4Pr(SO_{4})_{2}\downarrow +11H_{2}O}}}
- Восстанавливается водородом до оксида празеодима(III):

{\displaystyle {\mathsf {Pr_{6}O_{11}+2H_{2}\ {\xrightarrow {500-700^{o}C,ThO_{2}}}\ 3Pr_{2}O_{3}+2H_{2}O}}}
- Окисляется кислородом под давлением до оксида празеодима(IV):

{\displaystyle {\mathsf {2Pr_{6}O_{11}+O_{2}\ {\xrightarrow {300-400^{o}C,p,Y_{2}O_{3}}}\ 12PrO_{2}}}}
- Окисляется хлоратами:

{\displaystyle {\mathsf {3Pr_{6}O_{11}+NaClO_{3}\ {\xrightarrow {250^{o}C}}\ 18PrO_{2}+NaCl}}}

## Применение
- Промежуточный продукт в химии празеодима. Цена ≈70 000$/т.